# 共和コーポレーション
株式会社共和コーポレーション（Kyowa Corporation）は、長野県長野市に本社を置き、ゲームセンターやバッティングセンター、ボウリング場などを運営する日本の企業。

## 概要
1982年に創業。1986年5月に株式会社へ改組したと同時に、第1号店となるアピナ長野スカイバッティングセンターを開業。その後も長野県内はもちろんのこと、長野県外にもゲームセンターなどを展開している。
2012年には同じ長野県に本社を持つアルピコグループの事業再編に伴い、アルピコ興業株式会社からボウリング場「アルピコボウル」（現・アピナボウル）を譲受。2015年3月には東海地方を地盤とする株式会社YAZアミューズメントを、2016年3月には首都圏を地盤とする株式会社シティエンタテインメントをそれぞれ完全子会社化した。YAZアミューズメントとシティエンタテインメントは2019年1月1日付で共和コーポレーションへ吸収合併され、以降の新規出店におけるブランドは「アピナ」へ統一される。
出店コストを低減するため、同業他社から店舗を取得する場合もある。2018年8月には埼玉県さいたま市大宮区に本社がある株式会社キャロム・プランニングから「キャロム大宮店」を取得し、店名を「アピナ大宮店」に変更した。2019年には、2月にさいたま市見沼区に本社がある株式会社スクウェアワンの4店舗の内、幸手、武蔵小山、草加の3店舗を取得し、「アピナ」の店舗として開業した他、3月に一部の店舗譲渡を申し入れていた株式会社バンダイナムコアミューズメントから関東地方の4店舗を譲受し、ダイエー東大島、松戸、上溝の「あそびパーク」は「キッズスクエア」に、「namco荻窪店」は「アピナ荻窪店」にそれぞれ店名を変更して営業する。今回の事業譲り受けで、直営店は59店になる。
2021年9月には、民事再生手続中のブルームの事業を譲受する新会社として、子会社である株式会社ブルーム（新社）を設立。ブルーム（新社）は同年10月1日付でブルーム（旧社）から事業を譲受したと同時に、共和コーポレーションは景品生産事業へ進出した。

## 沿革
- 1982年1月1日 - 創業。
- 1986年5月16日 - 株式会社共和レジャーシステムとして設立し、第1号店となるアピナ長野スカイバッティングセンターを開業。
- 1994年11月 - 東京営業所開設。
- 1999年10月 - 商号を株式会社共和コーポレーションへ変更。
- 2002年11月 - 東京営業所を東京支店へ昇格。
- 2012年2月 - アルピコグループの事業再編に伴い、アルピコ興業株式会社からボウリング場「アルピコボウル」を譲受。
- 2013年3月 - アルピコボウルの名称をアピナボウルへ変更。
- 2015年3月 - 株式会社YAZアミューズメントを完全子会社化。
- 2016年6月 - 株式会社シティエンタテインメントを完全子会社化。同時にシティエンタテインメントの本社を東京都港区から長野市へ移転[8]。
- 2017年6月 - オンラインクレーンゲーム店舗である「@pina」開店（2018年9月閉店）[1]。
- 2018年
  - 3月 - 東京証券取引所二部へ上場[9][10]。
  - 6月 - 英語社名をKyOwa CORPORATION CO.,LTD.からKyowa Corporationへ改める[1]。
- 2019年
  - 1月 - YAZアミューズメントとシティエンタテインメントを吸収合併[2][11]。
  - 2月 - 株式会社スクウェアワン[12]のアミューズメント施設3店舗を譲受[13][14][15]。
  - 3月 - 株式会社バンダイナムコアミューズメントから関東地方の4店舗を譲受[5]。
  - 4月 - 株式会社スガイディノスと業務提携[16]。
- 2021年9月 - 民事再生手続中のブルームの事業を譲受する新会社として株式会社ブルーム（新社）を設立。新社は同年10月1日付でブルーム（旧社、同日付で商号変更）から事業を譲受[6]。

## 店舗
アピナ、YAZ、ゲームシティの3ブランドで店舗を展開している。店舗に関しては、店舗一覧 を参照。